# دقائق أولي النهى لشرح المنتهى
دقائق أولي النهى لشرح المنتهى المعروف بـ شرح منتهى الإرادات هو شرح لـ"منتهى الإرادات" ألّفه البهوتي بعد شرح الإقناع وسار فيه على منهجه، ولخص منه ومن شرح ابن النجار المسمى بـ"معونة أولي النُّهى"، وكان يرمي بشرحه هذا إلى الإختصار والتسهيل، وهو يرى أن المؤلف أطال في شرحه في بعض المواضع في حين أنه ترك أخرى بلا دليل ولا تعليل، فجاء شرحه غير شاف للعليل. وقد دافع ابن دهيش عن ابن النجار في هذا المدَّعى في مقدمة تحقيقه للكتاب.
وبالجملة فهو يشبه"كشاف القناع" في كثير من الوجوه، وبالتالي فمكانته من الكتب المعتمدة في المذهب الحنبلي في الفتوى والقضاء تسامي مكانة "الكشاف"، فكان الشرحان من حيث الأهمية كالمتنين، في الرجوع إليهما والإعتماد عليهما، حتى اعتُبرا من المصادر المعتمدة في الفقه في المحاكم الشرعية في المملكة العربية السعودية، كما جاء في قرار هيئة المراقبة القضائية: فما اتفق عليه هذان الشرحان، أو انفرد به أحدهما، فهو المتبع، وما اختلفا فيه فالعمل بما في "المنتهى".

## تحشية الكتاب
وضعت على هذا الشرح عدة حواشٍ، منها:
- حاشية لعبد الوهاب بن فيروز الأحسائي. قال ابن مانع: حاشية جليلة حقق فيها ودقق.[4]
- حاشية سليمان بن إبراهيم الفداغي. تسمى "تذكرة الطالب لكشف المسائل الغرائب".[5]
- حاشية عبد الله بن عبد الرحمن أبا بطين.[6]
- حاشية غنام بن محمد بن غنام النجدي.[7]
- حاشية محمد بن عبد الله بن حميد، صاحب "السحب الوابلة".[8]
- حاشية عبد القادر ابن بدران، صاحب "المدخل"، وهي في مجلد ضخم، وصل فيها إلى باب السَّلَم.[9]